# Fockeberg
Le Fockeberg est un sommet à Leipzig, dans le Land de Saxe en Allemagne. C'est une Schuttberg, une colline artificielle construite en 1947 par l'entassement de gravats issus des destructions des bombardements alliés pendant la Seconde Guerre mondiale. Aujourd'hui c'est une colline arborée qui surplombe de 50 mètres Leipzig-Südvorstadt et le centre-ville de Leipzig d'un côté et la forêt alluviale de Leipzig de l'autre.
Il est avec 155 m d'altitude un des plus hauts sommets de Leipzig, néanmoins en deçà des décharges de Leipzig-Seehausen (178 m) ou de Leipzig-Liebertwolkwitz (177 m) et des monts naturels du Galgenberg (163 m) à la frontière avec Markkleeberg et Monarchenhügel (159 m) à Liebertwolkwitz.

## Toponymie
Il est situé dans le quartier de Südvorstadt au sud-ouest du carrefour de la Hardenbergstraße et de la Fockestraße, qui lui a donné son nom. La rue avait été elle-même nommé ainsi en 1908 en l'honneur du négociant lipsien August Adolf Focke (1817-1885), connu pour avoir fait don d'une partie de sa fortune pour une clinique municipale et un asile de pauvres.

## Histoire
À la fin de la Seconde Guerre mondiale, on commença à construire un réseau de voie ferrée dans Leipzig pour acheminer les débris et les gravats hors de la ville et les entreposer dans différents sites. Celui-ci était une élévation naturelle de 40 m. sur un champ arboré, le Bauernwiese (« le pré des paysans ») à l'orée de la forêt alluviale lipsienne. Ce site offrait l'avantage de se trouver à proximité des faubourgs sud-est du centre-ville (actuel quartier de Südvorstadt) qui avaient subi de gros dégâts pendant les bombardements. Les premiers gravats y sont entreposés le 3 novembre 1947. On les achemine par les voies ferrées nommées Südbahn et Zentrumsbahn. Après qu'en novembre 1952, tous les dépôts de débris de guerre sont fermés, le Fockeberg est le seul à être encore en service pendant plusieurs années. La terre et les gravats du Fockeberg seront aussi réutilisés, comme à l'occasion de la construction du Stade central en 1956.
Au début des années 1980, la colline est aménagée pour accueillir des promeneurs. Plusieurs bancs sont installés à son sommet ainsi que 15 sculptures en bois, des arbres sont plantés sur son versant et la route (longue d'environ 850 m.) pour y accéder est goudronnée. En 1994, on aménage une pergola à l'entrée avec des sculptures de Jürgen et Rainer Streege. Le Fockeberg est désormais un lieu très apprécié des lipsiens, particulièrement lors du feu de la Saint-Sylvestre.

## Événements
De nombreuses manifestations sportives prennent place au Fockeberg.
Le centre culture naTo sis dans la Karl-Liebknecht-Straße organise tous les ans des courses de caisses à savon qui dévalent la route du Fockeberg. La manifestation a reçu un nom francophone, le prix de tacot.
Depuis 1991 est organisé deux fois par an, le premier samedi de mars et de novembre, un marathon de 12 km (six tours pour une dénivellation totale de 270 m) et une course fitness de 6 km (3 tours, 135 m de dénivellation)

Panorama du centre-ville de Leipzig depuis le Fockeberg.

Panorama de la forêt alluviale de Leipzig depuis le Fockeberg.